# Мосгаз. Метроном (телесериал)
«Мосга́з. Метроно́м» — российский восьмисерийный детективный телевизионный художественный фильм, снятый в 2024 году режиссёром Евгением Звездаковым. Десятый из цикла художественных фильмов о трудовых буднях и личной жизни (теперь в отставке) майора московской милиции Ивана Черкасова и его коллег, включающего в себя также телесериалы «Мосгаз» (2012), «Палач» (2014), «Паук» (2015), «Шакал» (2016), «Операция „Сатана“» (2018), «Формула мести» (2019), «Катран» (2020), «Западня» (2021) и «Последнее дело Черкасова» (2023).
Премьера состоялась 24 апреля 2024 года на Okko.

## Сюжет
События разворачиваются в конце лета—начале осени 1982 года. Соня Тимофеева, Алексей Гаркуша и Егор Осадчий работают, как и прежде, в МУРе, но теперь сами по себе, а амбициозный майор Виктор Ковалёв пытается занять пустующее место руководителя оперативной группы, которое ранее принадлежало Черкасову. Как выяснилось, последнему всё-таки удалось выжить после событий предыдущего фильма благодаря решительным действиям Марии Ермоловой, с которой Черкасов теперь построил крепкие профессиональные отношения.
Тем временем в Москве на выступлении погибает известный эстрадный певец, сотрудник Москонцерта Андрей Гринякин. Всё указывает на то, что кто-то из власть предержащих пытается «замять» это дело, этого совершенно не стесняясь. В МУР поступает прямая директива из КГБ с просьбой передачи дела под свой контроль, а московских следователей от него отстраняют. Однако Соня втайне от всех начинает вести собственное расследование, ориентируясь на пример некогда активного Черкасова. Понять, что происходит в Москонцерте, пытается и Ковалёв, но по-своему. Роберт Лебедев из КГБ поначалу пытается предупредить следователей не вести свои расследования, но позже ему самому приходится обратиться за помощью к Черкасову.
События разворачиваются стремительно: один за другим погибают участники преступной схемы одного из директоров Москонцерта и фактического владельца подмосковного клуба «Арлекино» Григория Ольшевского. Вместе с этим в городе появляется полузаконное формирование армейцев-ветеранов войны в Афганистане под курированием некоего старшего сержанта Копылова, предлагая клубу свои услуги по „устранению конкурентов“ за оплату. Черкасов решается внедрить в «Арлекино» Марию под эгидой любителя поп-музыки из другого города, а сам начинает действовать в одиночку вопреки угрозам из КГБ.

## В ролях
- Андрей Смоляков — Иван Петрович Черкасов, майор милиции в отставке, пенсионер
- Марина Александрова — Софья Борисовна Тимофеева, капитан милиции, старший оперуполномоченный убойного отдела МУРа
- Сергей Угрюмов — Роберт Михайлович Лебедев, полковник, заместитель начальника Пятого управления КГБ СССР
- Вадим Андреев — Фёдор Григорьевич Саблин, генерал-майор милиции, начальник ГУВД Москвы
- Юрий Тарасов — Никита Васильевич Пожидаев, подполковник милиции, начальник МУРа
- Алексей Бардуков — Алексей Гаркуша, капитан милиции, оперуполномоченный убойного отдела МУРа
- Александр Голубев — Егор Осадчий, старший лейтенант милиции, оперуполномоченный убойного отдела МУРа
- Луиза Мосендз — Зинаида Васильевна Кац, судмедэксперт МУРа
- Даниэла Стоянович — Маргарита Семёновна Карпухина, мать Славы, жена Ивана Черкасова
- Александр Дробитько — Вячеслав Карпухин, сын Маргариты Карпухиной, пасынок Ивана Черкасова
- Андрей Мерзликин — Виктор Ковалёв, майор милиции, исполняющий обязанности начальника убойного отдела МУРа
- Ольга Лерман — Мария Ермолова, друг и единомышленник Черкасова
- Игорь Золотовицкий — Григорий Ольшевский, директор Москонцерта, фактический владелец подмосковного клуба «Арлекино»
- Сергей Шакуров — Стариков, сторож подмосковного клуба «Арлекино»
- Виктория  Агалакова — Аглая Черновская, певица подмосковного клуба «Арлекино»
- Павел Юдин — Константин, ветеран Афганской войны
- Алексей Маклаков — Кононенко, судья Московского областного суда
- Фёдор Лавров — Копылов, ветеран Афганской войны
- Михаил Горевой — Капитонов, генерал-майор, начальник Пятого управления КГБ СССР
- Георгий Мартиросьян — Гринякин, певец, солист Москонцерта, народный артист РСФСР
- Евгений Антропов — Антон Ольшевский, сын Григория Ольшевского, директор подмосковного клуба «Арлекино»
- Артур Ваха — Гаранин, директор концертного зала Москонцерта